# Rally San Agustín de 1982
El Rally San Agustín de 1982, oficialmente 7.º Rally San Agustín, fue la séptima edición y la decimonovena cita de la temporada 1982 del Campeonato de España de Rally. Se celebró del 14 al 15 de agosto y contó con un itinerario de 152 km cronometrados.

## Clasificación final
| Pos. | Piloto               | Copiloto          | Automóvil           | Tiempo  | Diferencia |
| ---- | -------------------- | ----------------- | ------------------- | ------- | ---------- |
| 1.   | Mariano Lacasa       | Jaime Balañá      | Opel Ascona 400     | 1:30:03 | 0.0        |
| 2.   | Ignacio Roger        | Joaquín Alsina    | Porsche 911 SC      | 1:32:40 | +2:37      |
| 3.   | Mancebo González     | Martí             | SEAT 124-2000       | 1:32:59 | +2:56      |
| 4.   | Bernardo Cadín       | Rául Gancedo      | Fiat 131 Abarth     | 1:34:47 | +4:44      |
| 5.   | Alberto Hevia Granda | Paulino Villa     | Opel Ascona 2000    | 1:37:07 | +7:04      |
| 6.   | José Bernardo Pino   | José Luis Escotet | Ford Fiesta XR2 Mk1 | 1:38:31 | +8:28      |
| 7.   | Faustino Ontiveros   | Vicente García    | SEAT 124-2000       | 1:38:36 | +8:33      |
| 8.   | «Merollo»            | Sergio Meana      | Ford Fiesta XR2 Mk1 | 1:38:38 | +8:35      |
| 9.   | «Freddy»             | Bandera de ?      | Ford Fiesta XR2 Mk1 | 1:38:54 | +8:51      |
| 10.  | Bandera de ?         | Bandera de ?      |                     |         |            |